# Spaniens Grand Prix 1980
Spaniens Grand Prix 1980 var ett grand prix-lopp utanför formel 1-VM 1980. Loppet var planerat att ingå i mästerskapet men kördes mitt under en pågående konflikt mellan FISA och FOCA. Alfa Romeo, Ferrari och Renault drog sig ur tävlingen, som senare förklarades ogiltig varför resultaten inte räknades in i världsmästerskapet.

## Resultat
1. Alan Jones, Williams-Ford
2. Jochen Mass, Arrows-Ford
3. Elio de Angelis, Lotus-Ford
4. Jean-Pierre Jarier, Tyrrell-Ford
5. Emerson Fittipaldi, Fittipaldi-Ford
6. Patrick Gaillard, Ensign-Ford

### Förare som bröt loppet
- Eddie Cheever, Osella-Ford (varv 67, -)
- Didier Pironi, Ligier-Ford (65, tappat hjul)
- John Watson, McLaren-Ford (49, olycka)
- Nelson Piquet, Brabham-Ford (42, växellåda)
- Geoff Lees, Shadow-Ford (41, upphängning)
- Ricardo Zunino, Brabham-Ford (36, -)
- Carlos Reutemann, Williams-Ford (35, olycka)
- Jacques Laffite, Ligier-Ford (35, olycka)
- Emilio de Villota, Williams-Ford (35, olycka)
- Riccardo Patrese, Arrows-Ford (29, -)
- Mario Andretti, Lotus-Ford (28, motor)
- Jan Lammers, ATS-Ford (25, motor)
- Derek Daly, Tyrrell-Ford (12, olycka)
- Keke Rosberg, Fittipaldi-Ford (10, olycka)
- Alain Prost, McLaren-Ford (4, motor)
- Dave Kennedy, Shadow-Ford (1, olycka)

### Förare som drog sig tillbaka
- Jody Scheckter, Ferrari (FISA-tvist)
- Gilles Villeneuve, Ferrari (FISA-tvist)
- Jean-Pierre Jabouille, Renault (FISA-tvist)
- René Arnoux, Renault (FISA-tvist)
- Patrick Depailler, Alfa Romeo (FISA-tvist)
- Bruno Giacomelli, Alfa Romeo (FISA-tvist)
- Vittorio Brambilla, Alfa Romeo (FISA-tvist)

### Förare som ej kvalificerade sig
- Eliseo Salazar, Williams-Ford (kom inte)
- Brian Henton, Ensign-Ford (kom inte)